# Kozí Vrbovok
Kozí Vrbovok és un poble i municipi d'Eslovàquia. Es troba a la regió de Banská Bystrica.

## Història
La primera menció escrita de la vila es remunta al 1415.

## Demografia
| Godina             | 1994 | 2004 | 2014   | 2024   |
| ------------------ | ---- | ---- | ------ | ------ |
| Nombre de persones | 178  | 178  | 163    | 149    |
| Diferència         |      | +0%  | −8,42% | −8,58% |

| Godina             | 2023 | 2024   |
| ------------------ | ---- | ------ |
| Nombre de persones | 152  | 149    |
| Diferència         |      | −1,97% |